# Братья Касумовы

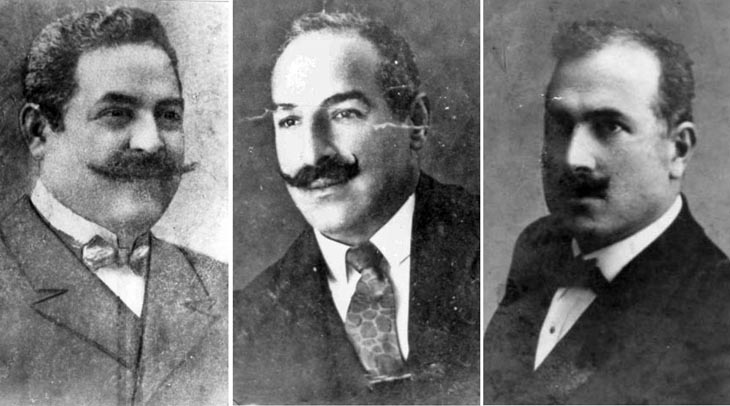
Братья Гаджи, Али и Имран.

Братья Касумовы — совладельцы строительной компании «Братья Касумовы и К°», осуществившей в конце XIX — начале XX веков строительство большинства зданий в Баку. Братьями были построены такие монументальные здания, как Исмаилия, Дворец счастья, отель «Новая Европа», дворец Митрофанова. Согласно Фуаду Ахундову, Касумовы, построившие большинство домов Мусы Нагиева в Баку, осуществили строительные работы всех зданий, возведённых в то время на нынешних улицах Истиглаллият и 28 мая. Кроме того, братья занимались благотворительностью.

## Братья

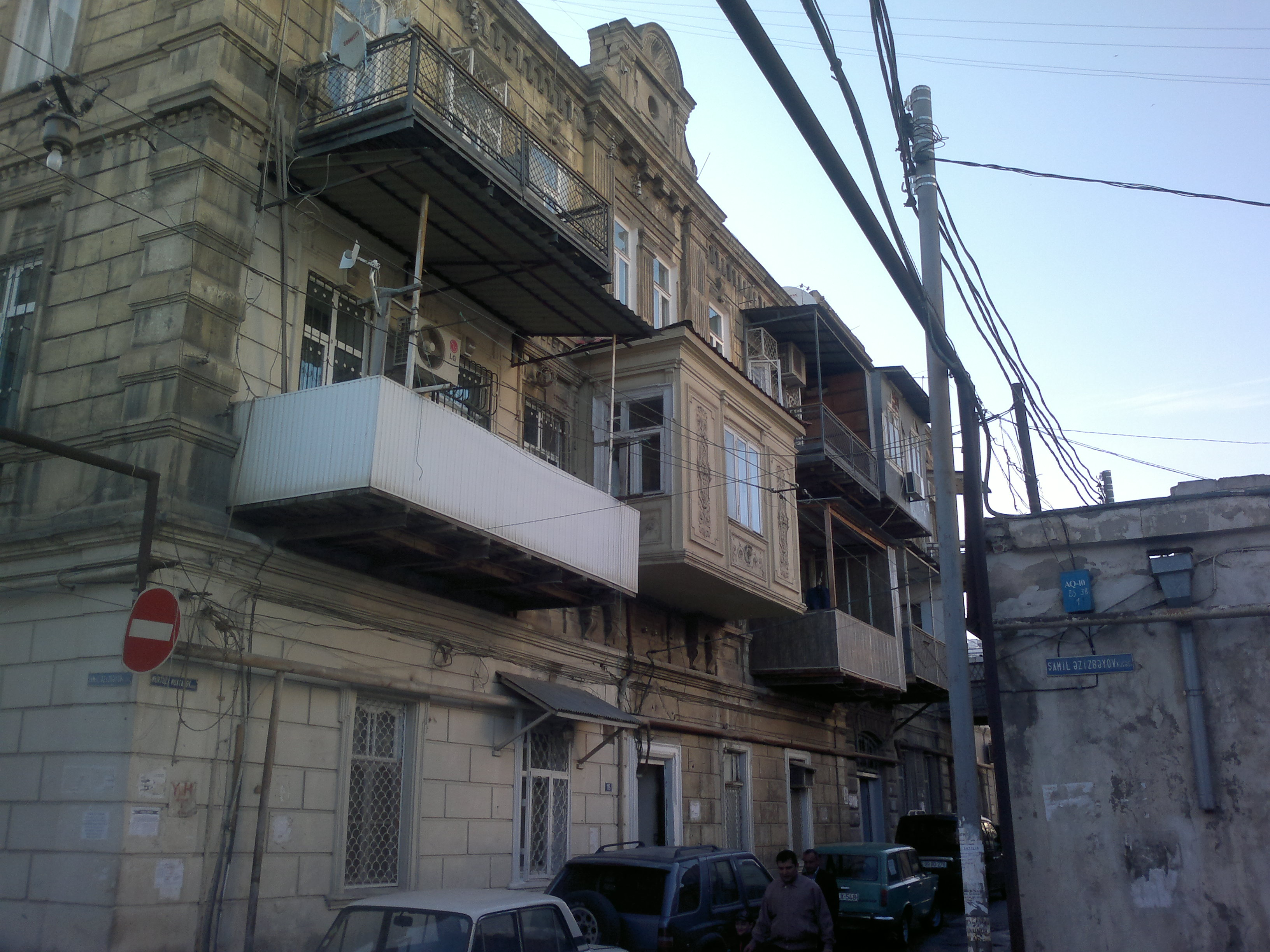
Дом, в котором жили братья Гасымовы

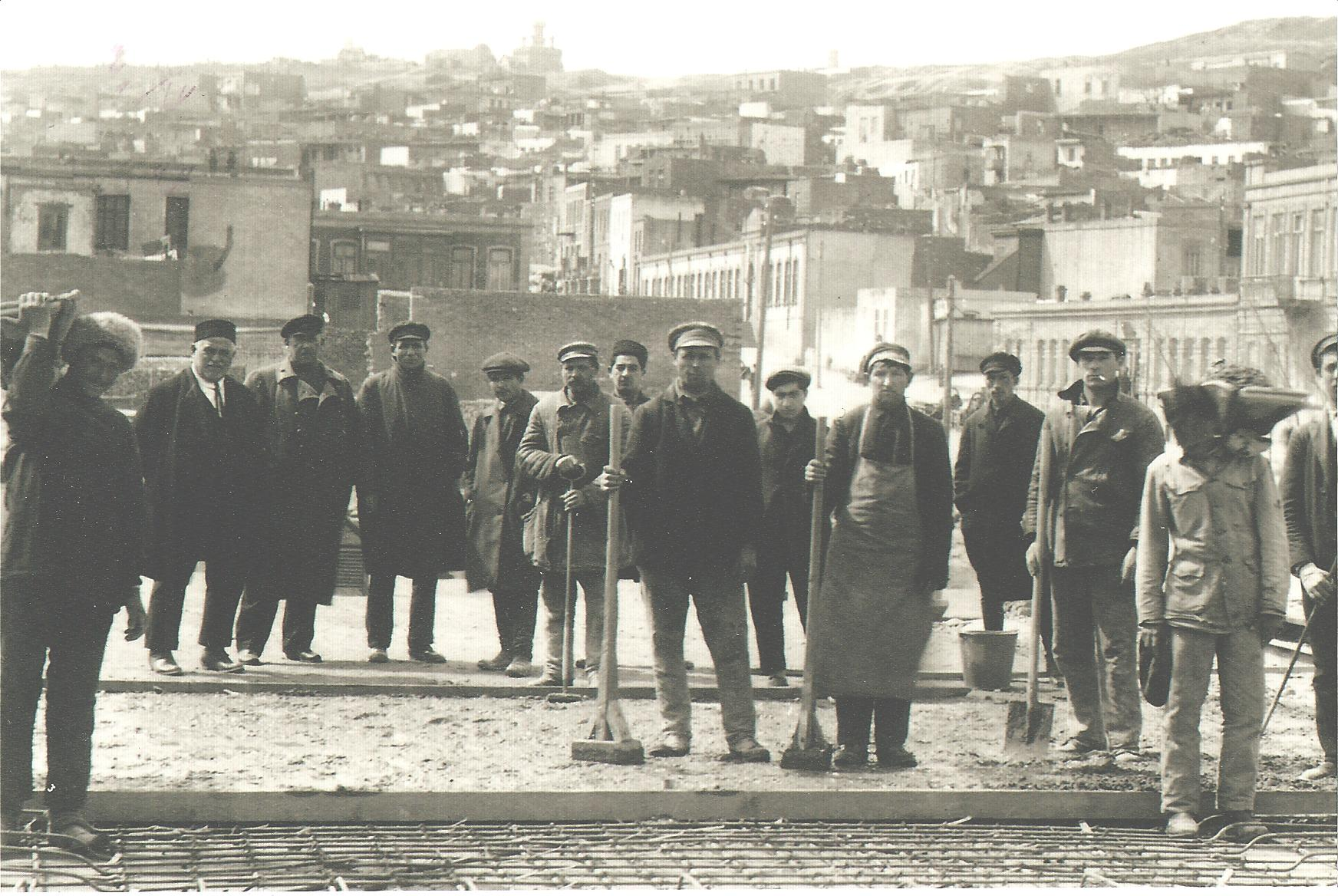
Строительство доходного дома братьев Садыговых. Второй слева Гаджи Гасымов

Отец братьев Касумовых, Гаджи Мамед Али Молла Гасым оглы, владел мастерской по окраске шерсти для ковров в Ордубаде. Братья же приехали работать в Баку.
Старший брат, Гаджи Касумов, родился в 1867 году. Начал работать в Баку простым плотником. Вскоре он собрал вокруг себя наиболее умелых мастеров и вместе с братьями создал
небольшую артель, а позднее — компанию, занимающуюся строительными работами. Строительство братьями Касумовыми велось полностью «под ключ»: заказчик, ознакомившись с проектом, лишь вносил деньги и к назначенному времени принимал готовый особняк. Приобретение и доставка материалов, строительные работы, художественное оформление фасадов, отделка апартаментов — всё это брала на себя компания. Позднее братья открыли в Баку паркетный завод.
Средний из братьев, Али Касумов, родился в 1873 году. Отличался серьёзностью и спокойствием. Отвечал в компании за финансовые вопросы.
Младший брат, Имран Касумов, будучи весьма опытным специалистом в подрядных делах, также был страстным любителем искусства и заядлым театралом. Он также был одним из первых азербайджанских актёров. Репетиции первой национальной азербайджанской оперы «Лейли и Меджнун» в 1907 году проходили в большой зале на третьем этаже дома Касумовых. Имран Касумов, близкий друг Узеира Гаджибекова, сам предложил это композитору и принимал деятельное участие в подготовке оперы. Касумов, взявший себе актёрский псевдоним «Кенгерлинский», также исполнил две роли в премьерной постановке оперы «Лейли и Меджнун» 25 января 1908 года — отца Лейли, Фаттаха, и друга Меджнуна, Зейда. По некоторым данным, также исполнил роль Нофеля. Помимо родного языка, владел русским и французским языками. В качестве благотворителя оказывал материальную поддержку семьям многих актёров. После пожара в известном книжном магазине на пересечении Николаевской и Персидской улиц (ныне — Истиглалият и Муртузы Мухтарова, соответственно) Имран Касумов полностью взял на себя не только его ремонт, но и закупку новых ценных книг. Имран Касумов погиб в результате несчастного случая. Будучи подрядчиком строящегося дворца Муртузы Мухтарова (ныне — Дворец счастья), лично руководил установкой статуй, оформлением декора и куполов. Во время установки на верхних ярусах дворца скульптуры рыцаря, которая и сейчас там красуется, он сорвался вниз. Не выдержав горя, его супруга Рубаба ханым, отравилась спустя 2 недели.
25 ноября 1918 года у Гаджи Касумова рождается внук, которого называют Имраном, в память о трагически погибшем брате деда. Спустя годы Имран Касумов станет драматургом, киносценаристом, народным писателем Азербайджанской ССР, лауреатом госпремии АзССР и ордена Ленина.

## Деятельность

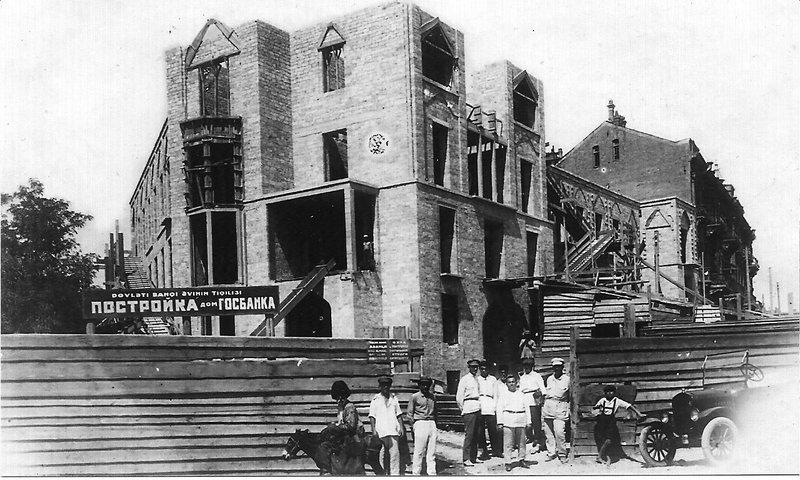
Жилой дом Госбанка, построенный в 1926 году и возглавляемый Гаджи Гасымовым.

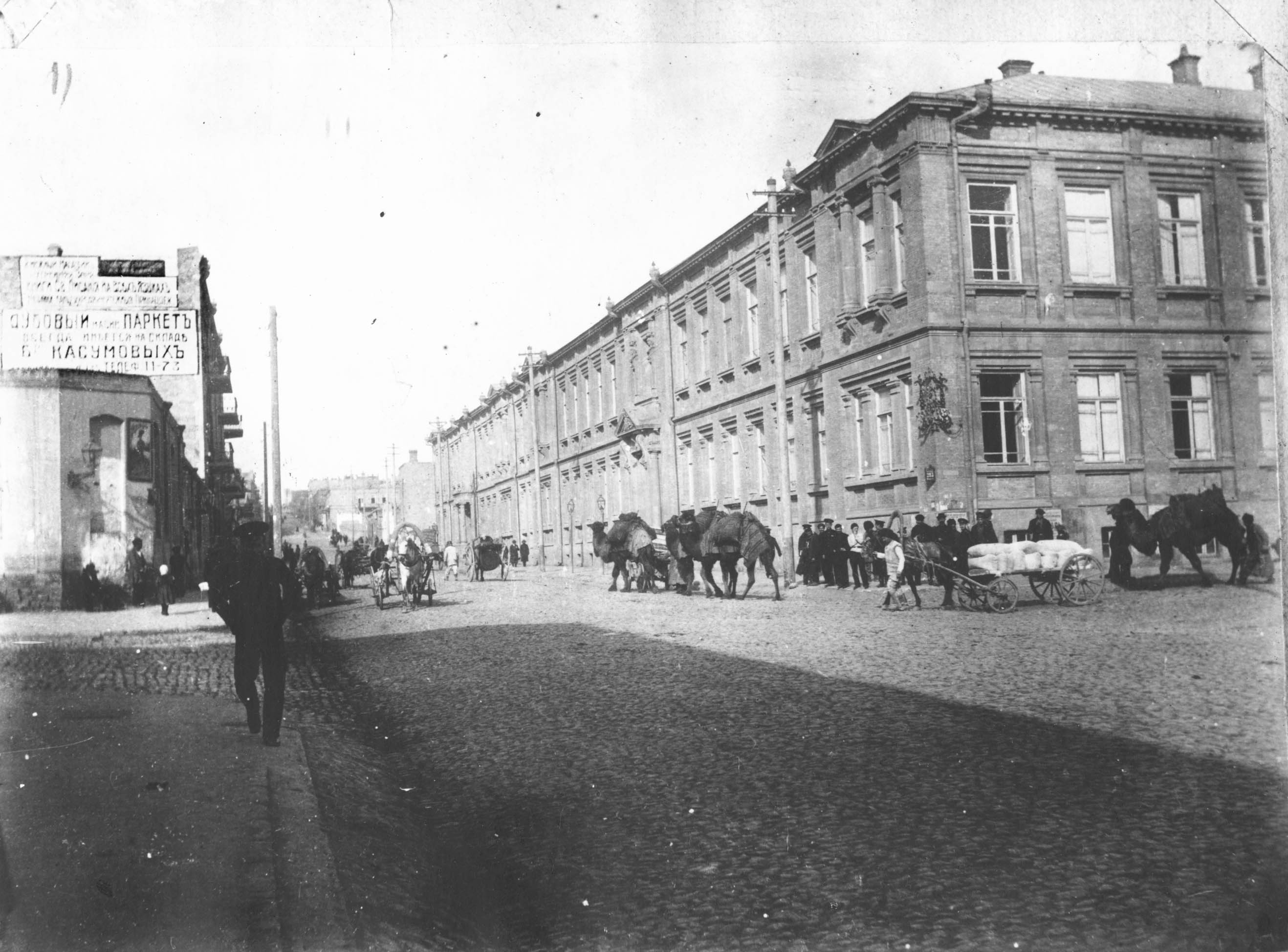
Строительный магазин братьев Гасымовых расположен перед Бакинским Техническим Училищем

Братья Касумовы, выполнявшие заказы многих миллионеров, можно сказать, были подрядчиками строительства большинства домов Мусы Нагиева. Только за 1908—1910 годы они занимались строительством 7 доходных домов и особняка Нагиева. Наряду со строительством этих домов они построили себе дом напротив Бакинского технического училища. На первом этаже здания функционировал принадлежащий братьям один из крупнейших магазинов строительных материалов Баку. Верхние этажи здания сдавались в аренду.
Занимавшиеся благотворительностью братья Касумовы также оказали содействие строительству Бакинского реального училища. Длилось оно достаточно долго — с 1900 по 1904 год. Причиной это было то, что Городской Думе не хватало средств на финансирование масштабного проекта. К строительству подключились крупные бакинские промышленники, вложив в него свои деньги. Подрядчиками же у них братья Касумовы. Когда здание училища было практически готово, братья за свой счёт покрыли все три этажа великолепным дубовым паркетом.
После оккупации Азербайджана 11-й Красной армией имущество братьев Касумовых было конфисковано, а сами они были арестованы. Впрочем, спустя несколько дней их освободили. Позже Гаджи Касумов работал прорабом в «Азнефти», под его руководством возводились многие дома, в том числе и жилой дом работников Госбанка. Али Касумов же руководил строительством дороги Барда-Ханкенди. В годы нэпа братья открыли небольшой таметный завод.

## Дома, построенные братьями
Братья Касумовы занимались строительством большинства домов Мусы Нагиева, владевшего около 100 зданиями в Баку, а также основных монументальных зданий столицы. Согласно Фуаду Ахундову, подрядная контора братьев Касумовых участвовала в возведении всех домов по нынешним улицам Истиглалият и 28 мая. Список основных зданий, построенных в Баку:
| №  | Здание                                        | Адрес                                      | Краткое описание | Фото | Координаты                      |
| -- | --------------------------------------------- | ------------------------------------------ | --- | ---- | ------------------------------- |
| 1  | Четырёхэтажный доходный дом Муртузы Мухтарова | Баку, улица Низами, 81                     | Построен в 1896 году по заказу Мухтарова на основе проекта Иоганна Эделя. Позже, в 1910 году был построен 4-й этаж по проекту архитектора Иосифа Плошко. |      | 40°22′22″ с. ш. 49°50′25″ в. д. |
| 2  | Дом Д. Митрофанова                            | Баку, улица Саида Рустамова, 3             | Построен в 1898—1903 годах по заказу нефтепромышленника Дмитрия Митрофанова на основе Иоганна Эделя. Здание, построенное в стиле французского неоренессанса, после мартовских событий 1918 года использовалось Бакинской коммуной в качестве штаба. В период Азербайджанской Демократической Республики в здании размещалось посольство Франции. После оккупации Азербайджана советскими войсками в апреле 1920 года здание было поделено на раздельные квартиры. |      | 40°22′06″ с. ш. 49°49′45″ в. д. |
| 3  | Здание Бакинского технического училища        | Баку, проспект Азадлыг, 20                 | Построено в 1898—1900 годах по проекту архитектора Иосифа Гославского. В настоящее время в здании размещается Азербайджанский государственный университет нефти и промышленности. |      | 40°22′43″ с. ш. 49°50′53″ в. д. |
| 4  | Здание Бакинского реального училища           | Баку, Улица Истиглалият, 6                 | Построено в 1901—1904 годах попроекту гражданского инженера Дмитрия Буйнова. В настоящее время в здании располагается Азербайджанский государственный экономический университет. |      | 40°22′03″ с. ш. 49°49′56″ в. д. |
| 5  | Дом Гани Мамедова                             | Баку, улица Асафа Зейналлы, 45             | Строительство дома началась в 1908 году по заказу торговца хлопком, владельца морских судов Гани Мамедова. Большая резиденция, спроектированная архитектором Николаем Баевым, была построена всего за один год. После советской оккупации Азербайджана в 1920 году дом пустовал в течение нескольких лет. Позже он был занят государственными учреждениями, а затем детским садом, далее первый и второй этажи были разделены на многочисленные квартиры. Это привело к разрушению интерьера здания. |      | 40°21′54″ с. ш. 49°50′07″ в. д. |
| 6  | Здание Исмаилия                               | Баку, Улица Истиглалият, 10                | Построен в готическом стиле в 1908—1913 по заказу Мусы Нагиева в честь его сына Исмаила. Автором проекта стал архитектор Иосиф Плошко. Первоначально в здании располагалось Мусульманское благотворительное общества. Во время мартовских событий 1918 года здание было сожжено армянами. В 1923 году под руководством архитектора Александра Дубова здание было восстановлено. В настоящее время здесь находится Президиум Национальной Академии наук Азербайджана. |      | 40°22′06″ с. ш. 49°50′01″ в. д. |
| 7  | Бакинское коммерческое училище                | Баку, улица Зарифы Алиевой, 39             | Построено в 1909—1914 годах. В период Азербайджанской Демократической Республики в здании размещался первый вуз Азербайджана — Бакинский государственный университет. В настоящее время там функционирует Азербайджанский государственный педагогический университет. |      | 40°22′22″ с. ш. 49°50′53″ в. д. |
| 8  | Трёхэтажный доходный дом Муртузы Мухтарова    | Баку, улица Рашида Бейбутова, 25           | Здание построено в 1910 году по проекту архитектора Иосифа Плошко в стиле итальянского ренессанса по заказу Муртузы Мухтарова. |      | 40°22′46″ с. ш. 49°50′37″ в. д. |
| 9  | Дом братьев Садыховых                         | Баку, Улица Истиглалият, 21                | В 1909 году объявляется всероссийский конкурс на составление проекта дома. Первым был признан проект Гавриила Тер-Микелова. Здание было построено в национально-романтическом архитектурном стиле в 1910—1912 годах. В период АДР в этом доме жили Фатали хан Хойский и Насиб бек Юсифбейли. После оккупации Азербайджана советскими войсками в апреле 1920 года в здании располагался Центральный исполнительный комитет Азербайджанской ССР. |      | 40°21′51″ с. ш. 49°49′50″ в. д. |
| 10 | Здание Бакинского Общественного собрания      | Баку, Улица Истиглалият, 2                 | Построено в 1910—1912 годах по проекту гражданского инженера Гавриила Тер-Микелова на территории, впоследствии названной садом Филармонии. С 1936 года в здании размещается Государственная филармония. |      | 40°21′50″ с. ш. 49°49′54″ в. д. |
| 11 | Четырёхэтажный доходный дом Мусы Нагиева      | Баку, улица Хагани, 47                     | Построен в 1910—1912 годах по проекту архитектора Иосифа Плошко. |      | 40°22′32″ с. ш. 49°51′04″ в. д. |
| 12 | Дворец счастья                                | Баку, улица Муртузы Мухтарова, 6           | Дворец счастья или Дворец Мухтарова был построен в 1911—1912 годах по заказу Муртузы Мухтарова для его супруги. Автором проекта выступил архитектор Иосиф Плошко. После советской оккупации в период так называемой «грабнедели» красноармейцы ворвались в дом Мухтарова с целью грабежа. Не выдержав подобного отношения, Мухтаров выстрелами из нагана убил двух красноармейцев-мародёров, а третью пулю пустил себе в висок. Впоследствии в здании располагалась Женская тюркская школа имени Али Байрамова, музей Ширваншахов и Дворец бракосочетаний. В отреставрированном в 2012 году здании в настоящее время продолжает функционировать Дворец бракосочетаний. |      | 40°22′07″ с. ш. 49°49′54″ в. д. |
| 13 | Здание отеля «Новая Европа»                   | Баку, улица Гаджи Зейналабдина Тагиева, 13 | Построено в 1910—1913 годах в стиле модерн по заказу Ага Мусы Нагиева. Было оснащено 4 лифтами, санитарно-техническим оборудованием, паровым отоплением, электросетью. Автор проекта архитектор Иосиф Плошко. |      | 40°22′11″ с. ш. 49°50′20″ в. д. |